# リベログランデ
リベログランデ（Liberogrande）は、ナムコ（後のバンダイナムコゲームス）がアーケードゲーム及びPlayStation用ソフトとして発売したサッカーゲームである。ほかのサッカーゲームに類を見ない一人称視点を採用しており、プレイヤーが操作する選手はフィールドの中の一人だけというのが最大の特徴である。

## リベログランデ
1997年12月にアーケードゲーム（SYSTEM12基板採用）として稼働を開始した。後の1998年11月26日にはPlayStation（PS）用ソフトとして移植されている。
32ヶ国のナショナルチーム（各チームとも独自のフォーメーションを持っている。オセアニアのみ未参加）および10人の架空の選手から、プレイヤーが操作するチーム・選手を選択できる。登場選手は実在の有名選手がモデルとなっているが、大抵は外見・能力ともに大幅に誇張されている。

### 出場国
アーケード版の物。PS版は脚注を参照。
- ヨーロッパ[1]:  イングランド,  アイルランド,  フランス,  イタリア,  ドイツ,  チェコ,  オランダ,  ベルギー,  オーストリア,  デンマーク,  ノルウェー,  スウェーデン,  スペイン,  ポルトガル,  ギリシャ
- アフリカ[2]:  カメルーン,  ナイジェリア
- 北中米カリブ海[3]:  アメリカ合衆国,  カナダ,  メキシコ
- 南米[4]:  ブラジル,  アルゼンチン,  ウルグアイ,  パラグアイ,  コロンビア,  チリ
- アジア[5]:  日本,  韓国， 台湾,  香港[6],  マレーシア,  サウジアラビア

### 架空選手
全部で10人いる。選手によって、スピード・キック力・スキルの能力が異なる。
- Maurice Poulenc…身長183cm、体重79kg。34歳（全選手中最年長）。スキルが高くスピードもあるが、キック力は低い。
- Rudolf de Buys…身長212cm、体重72kg。26歳。スピード，キック力，スキルとも平均的なバランスの取れたプレイヤー。
- Cornelio Valencia…身長181cm、体重72kg。26歳。スピードが高いがキック力，スキルとも低い。
- Minoru Kai…身長165cm、体重51kg（全選手中最も小柄）。21歳（全選手中最年少）。スピード，スキルは高いが、キック力が低い。名前からして日本人か日系人である。
- Alfred Shaffer…身長184cm、体重71kg。31歳。スピード，キック力，スキルとも平均的なバランスの取れたプレイヤー（Rudolf de Buysより能力は高め）。
- Roland…身長178cm、体重70kg。28歳。スピード，キック力，スキルとも平均的なバランスの取れたプレイヤー（Alfred Shafferより能力は高め）。
- Gregorio Zonaras…身長186cm、体重75kg。25歳。スピード，キック力，スキルとも平均的なバランスの取れたプレイヤー（Alfred Shafferとほぼ同程度の能力である）。
- Philippe Empson…身長194cm、体重68kg。24歳。スピードが高く、キック力は平均だがスキルは低い。
- Jordan Krüger…身長190cm、体重78kg。30歳。スピードとスキルは平均的だが、キック力は低い。
- Arnold Lang…身長222cm、体重115kg（全選手中最も大柄）。27歳。キック力が最高だが、巨体ゆえスピードとスキルは最低である。

## リベログランデ2
PlayStation用ソフトとして2000年9月7日に発売された。家庭用のオリジナルタイトルであり、アーケード版は存在しない。
プレイヤーが選択できるのは32ヶ国のナショナルチームおよびU-23日本代表。選手は700人以上の中から選択できる。
今作からGKも選択・操作することができるようになった。
日本代表とU-23日本代表の選手は実名で登場しており、その他は前作と同様、実在の有名選手をモデルとした架空の選手である。
また、前作より選手のリアリティが向上しており、名前などのデータも実在の選手に近くなっている。
実況はフリーアナウンサーの倉敷保雄、解説は風間八宏が担当している。なお、当初はこのゲームの製作スタッフが実況/解説を担当する予定であったが、技量の問題を理由に断念している。

### 出場国
- ヨーロッパ:  イングランド,  スコットランド,  アイルランド,  フランス,  イタリア,  ドイツ,  チェコ,  オランダ,  ベルギー,  デンマーク,  ノルウェー,  スウェーデン,  スペイン,  ポルトガル,  ルーマニア， ブルガリア,  クロアチア, ユーゴスラビア[7]， ロシア， ウクライナ
- アフリカ:  カメルーン,  ナイジェリア
- 北中米カリブ海:  アメリカ合衆国,  メキシコ
- 南米:  ブラジル,  アルゼンチン,  パラグアイ,  コロンビア,  チリ
- アジア:  日本（U-23日本も選択可能）,  韓国， イラン

## 関連作品
- フットボールキングダム -トライアルエディション- - 2004年にナムコからリリースされたPlayStation 2用ソフト。三人称視点を採用している。おそらくリベログランデ2の続編にあたると思われる[独自研究?]。
- LoveFOOTBALL 青き戦士たちの軌跡 - 2006年にバンダイナムコゲームスからリリースされたXbox 360用ソフト。リベログランデと同じく一人称視点を採用している。おそらく上記タイトルの続編にあたる[独自研究?]。